# Bellevuehöhe
Die Bellevuehöhe (auch Bellevue) ist eine Anhöhe im Bezirksteil Sievering im 19. Wiener Gemeindebezirk Döbling. Sie hat eine Höhe von 388 m ü. A.
Das nördlich der Anhöhe gelegene Schloss Belle Vue, das im 19. Jahrhundert als Erholungs- und Pflegeheim für Lungenkranke fungierte, verfiel zusehends, bis es in den 1960er Jahren abgetragen wurde. Heute erinnert daran ein Gedenkstein für Sigmund Freud, der dort als Arzt wirkte. 1963 wurde ein Ausflugsrestaurant errichtet, das 1982 abgebrochen wurde.